# Leuchtturm Cabo de São Vicente

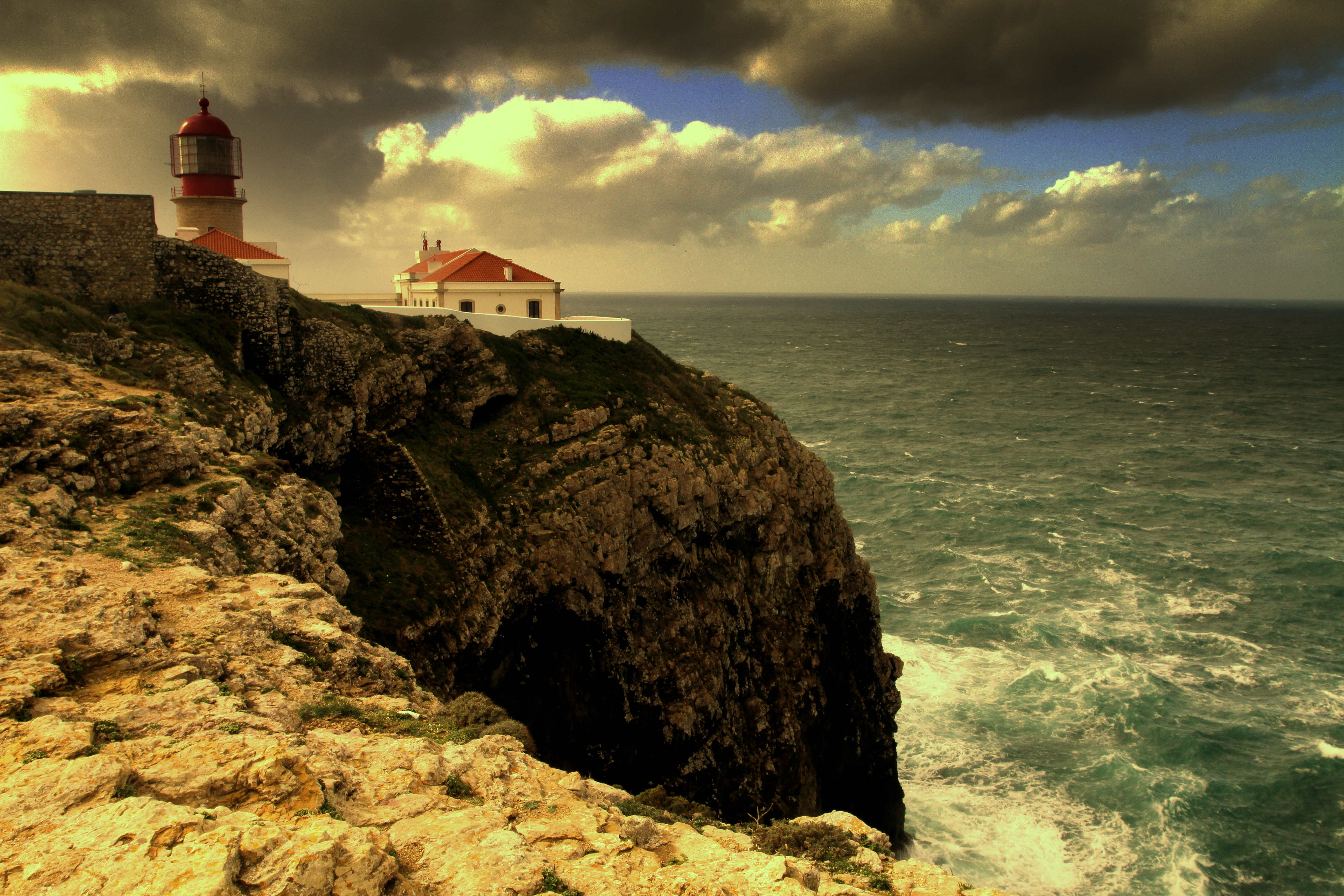
Leuchtturm am Cabo de São Vicente

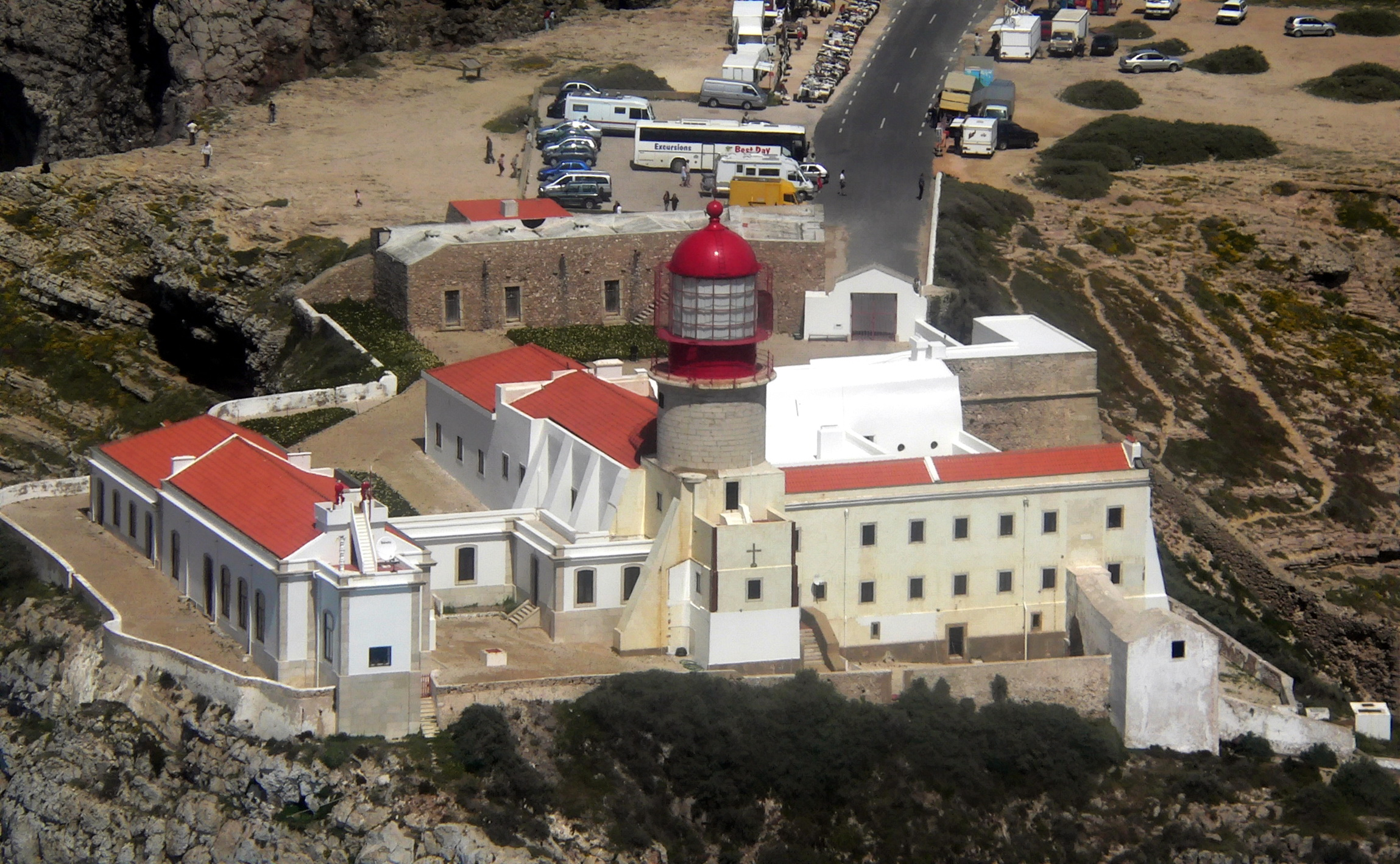
Leuchtturm am Cabo de São Vicente

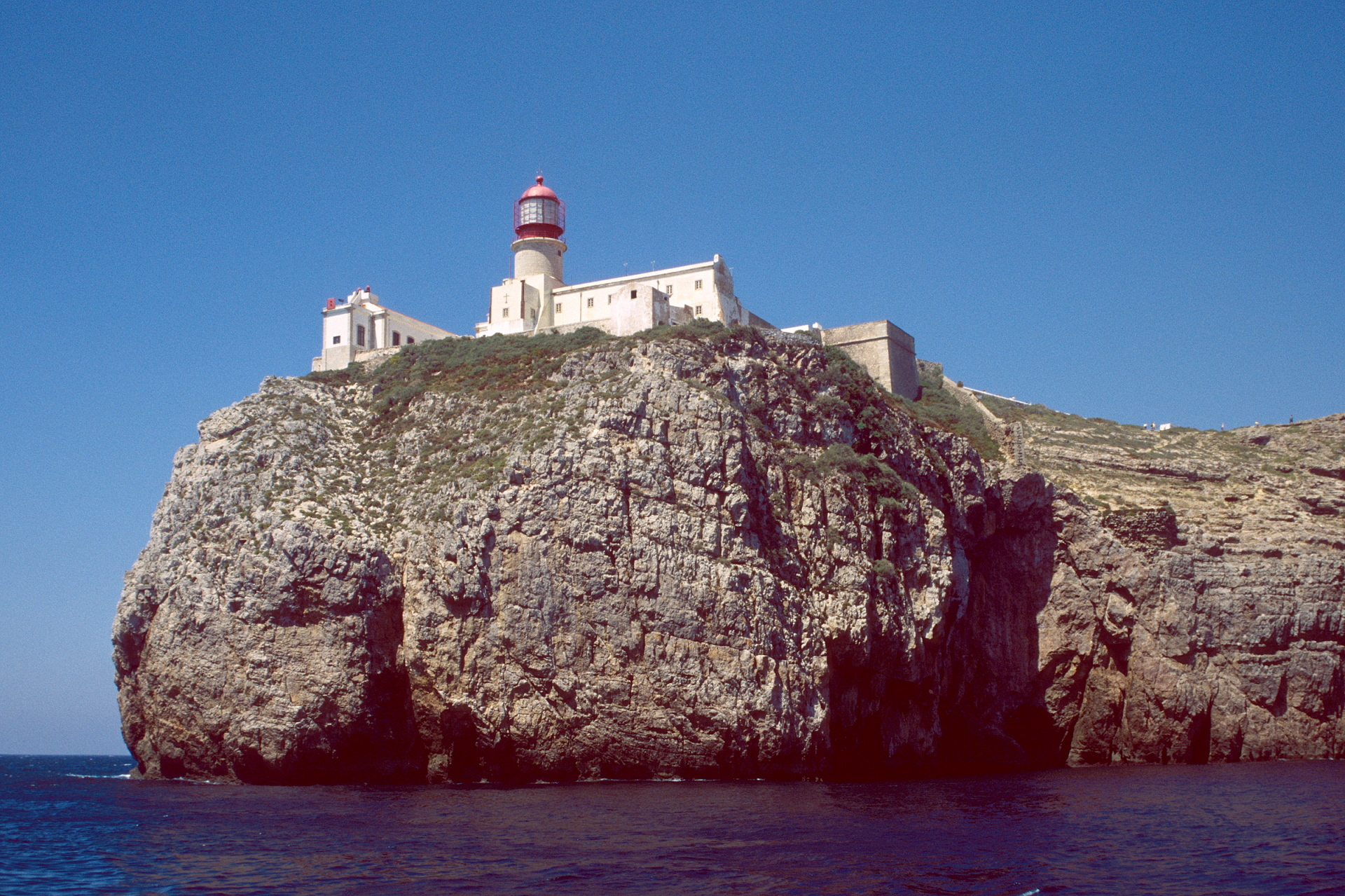
Leuchtturm auf den Felsen des Cabo de São Vicente

Der Leuchtturm Cabo de São Vicente befindet sich am Cabo de São Vicente in der Algarve bei Sagres in Portugal. Er steht am südwestlichsten Punkt des europäischen Festlands und wurde 1846 erbaut. 1908 wurde der Turm um 5,70 Meter auf 28 Meter erhöht. Seine Feuerhöhe beträgt 86 Meter. 1908 erhielt der Turm auch eine neue Fresnel-Linse mit einer Brennweite von 1330 mm und einem Durchmesser von 3,58 m. Sie zählt zu den größten Fresnel-Linsen der Welt. Ihr Lichtkegel reicht 32 Seemeilen, also knapp 60 Kilometer über den Atlantik. Er gilt als der lichtstärkste Leuchtturm Europas.
1914 wurde ein Nebelsignal installiert. 1926 erfolgte die Elektrifizierung. Seit 1982 kann von hier der Leuchtturm von Sagres ferngesteuert werden.
Bereits im 16. Jahrhundert gab es hier einen Vorgängerbau, der 1587 vom Korsar Francis Drake zerstört wurde.

## Weblinks

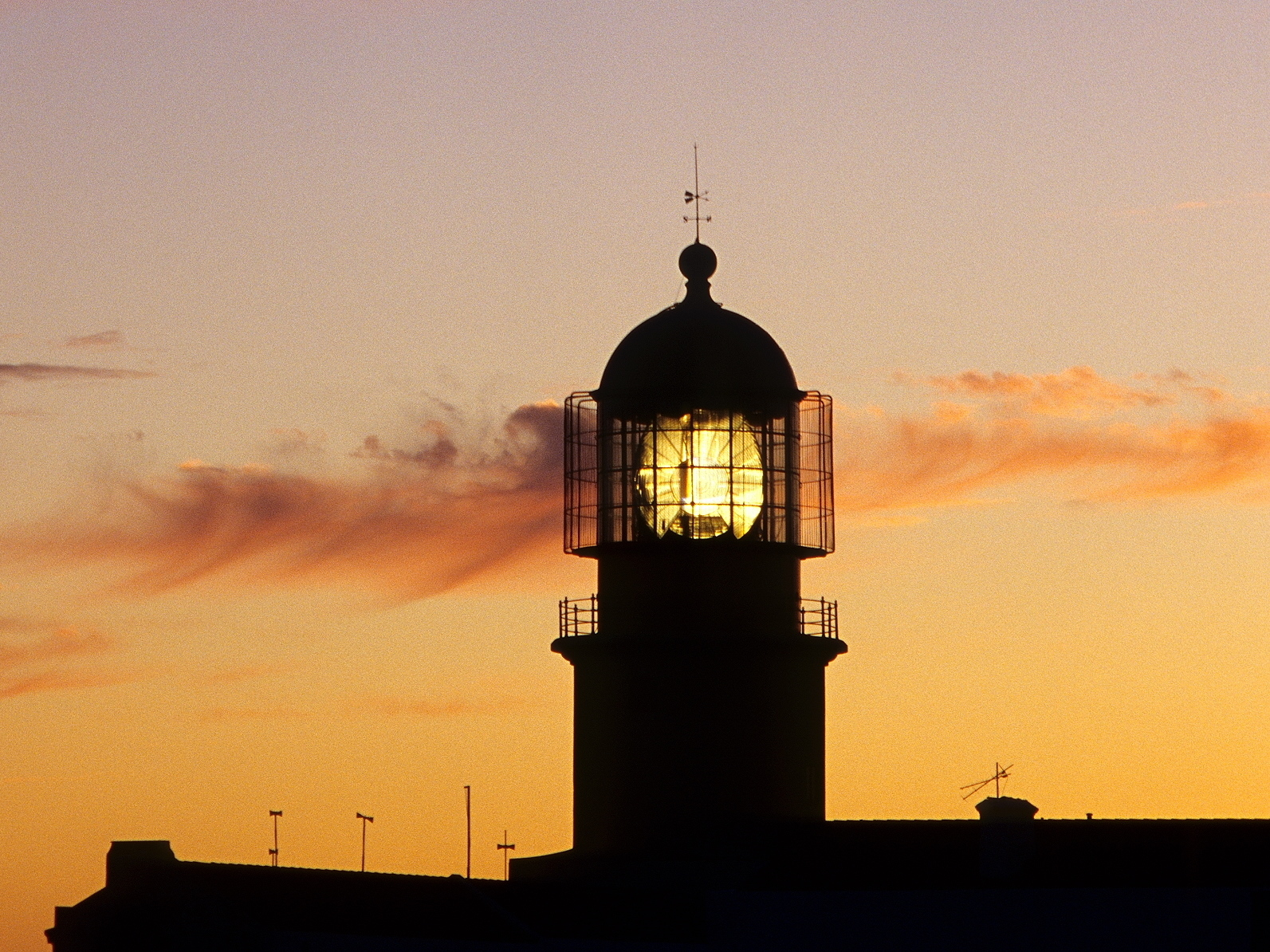
Das Feuer des Leuchtturms am Cabo de São Vicente ist entzündet. Die Dimensionen werden beim Vergleich mit dem Geländer der Galerie deutlich.